# Mont Tateshina
Le mont Tateshina (蓼科山, Tateshina-yama) également appelé Suwa fuji est un volcan complexe situé à la limite des municipalités de Chino et de Tateshina dans la préfecture de Nagano au Japon. Culminant à 2 531 m d'altitude, le Tateshina-yama est une des 100 montagnes célèbres du Japon.
Le mont Tateshina constitue une partie importante du parc quasi national de Yatsugatake-Chūshin Kōgen.